# Камбоджийско-лаосские отношения
Камбоджийско-лаосские отношения — двусторонние дипломатические отношения между Камбоджей и Лаосом. Протяжённость государственной границы между странами составляет 555 км.

## История
Во время Вьетнамской войны (1965—1975) через территорию Камбоджи и Лаоса проходила Тропа Хо Ши Мина — серия сухопутных и водных транспортных путей общей протяжённостью свыше 20 тыс. км, использовавшихся Демократической Республикой Вьетнам для переброски военных материалов и войск в Южный Вьетнам. Является одним из ключевых факторов, обеспечивших военную победу Северного Вьетнама. В настоящее время между Камбоджей и Лаосом установились крепкие дружеские отношения, регулярно происходят встречи на уровне высшего руководства двух стран.

## Экономические отношения
В 2013 году товарооборот между странами составил сумму 10 млн долларов США. Импорт Лаоса из Камбоджи: продукты питания, товары бытового пользования. Импорт Камбоджи из Лаоса: электричество, промышленные товары, древесина, продукты сельского хозяйства. В 2015 году товарооборот между странами достиг суммы 24,5 млн долларов США.